# シデ語

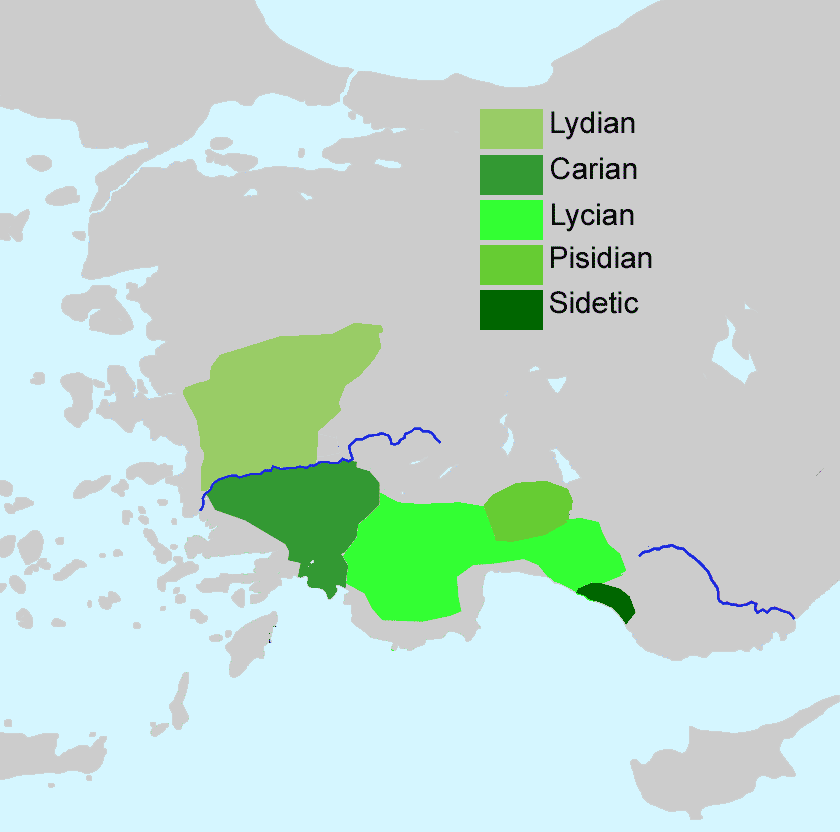
紀元前1千年紀のアナトリア語派諸言語の分布

シデ語（シデご）は、アナトリア半島南西部のパンフィリア地方（今のトルコのアンタルヤ県）の海岸地帯の町であるシデーで使われていた言語。インド・ヨーロッパ語族のアナトリア語派に属するが、アナトリア語派の諸言語のうちで、もっとも資料が乏しい。

## 概要
シデ語の碑文はシデーおよび隣接するセレウケイアから10個ほどが見つかっており、うち3つはギリシア語との2言語碑文である。紀元前3世紀以降のものと考えられている。ほかに紀元前5-4世紀ごろの貨幣の刻文がいくつか残る。
シデ語は -s で属格を表し、これは楔形文字ルウィ語  -assi-、リュキア語 -h、カリア語 -ś、ピシディア語 -s と同様にアナトリア語派の形容詞接尾辞 *-āsso/ī- に由来すると考えられる。
- poloniw podors 「アポッロドーロスの（子）アポッローニウス」

「神」を意味する語 maśara（複数与格「神々に」）は、楔形文字ルウィ語 māššan(i)-、リュキア語 maha(na)-、ミリヤ語 masa-、カリア語 mso-(?) などに対応すると考えられる。おなじアナトリア語派でもヒッタイト語、パラー語、リュディア語とは異なっており、シデ語がルウィ語に近いことを示す。

## 文字
シデ語はシデ文字で書かれる。シデ文字はアルファベットだが、完全には解読されておらず、その起源も明らかでない。